# إم إس ماجيستي أوف ذا سيز

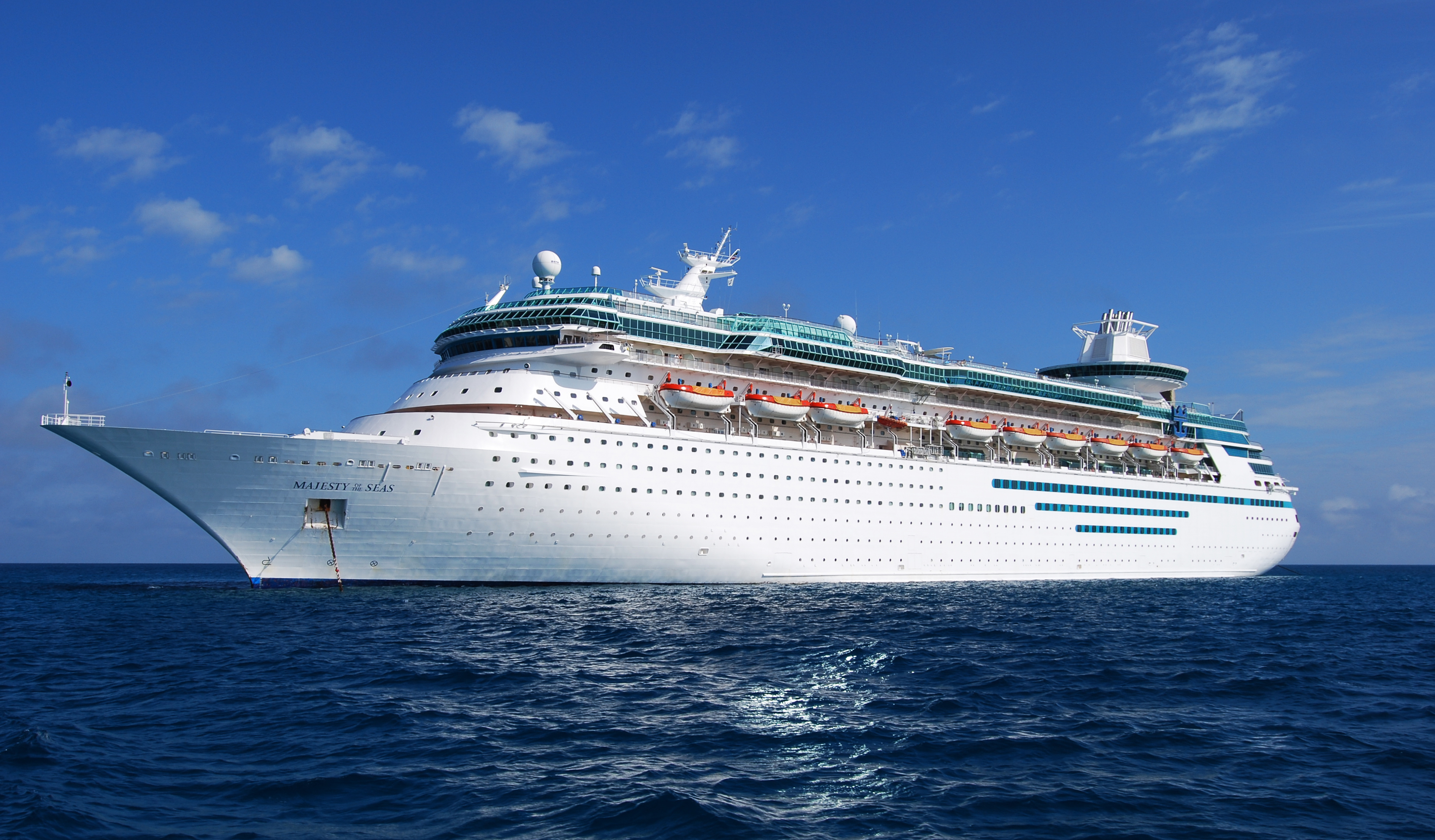
إم إس ماجيستي أوف ذا سيز «ملكة البحار» في عام 2009

إم إس ماجيستي أوف ذا سيز «ملكة البحار» (بالإنجليزية: MS Majesty of the Seas)‏ هي سفينة سياحية من الدرجة السيادية، تملكها وتديرها شركة رويال كاريبيان إنترناشيونال. وقد بنيت السفينة في أحواض بناء السفن شانتيي دو لاتلونتيك في سان نازير الواقعة في فرنسا، وقد وضعت في الخدمة في 26 أبريل 1992.